# Thelma Cabrera
Thelma Cabrera, née le 21 septembre 1970, est une militante indigène du mouvement paysan au Guatemala. Candidate du Mouvement pour la libération des peuples (MLP) à l'élection présidentielle de 2019, elle arrive en quatrième position avec 10,3 % des voix.

## Biographie

### Engagement au CODECA
Thelma Cabrera a grandi dans une famille rurale pauvre vivant dans une plantation de café.
Elle est engagée depuis 1992 au Comité de Desarrollo Campesino (CODECA), un mouvement paysan qui milite pour l'accès à la terre et à l'électricité dans les communautés rurales, dont les taux de pauvreté et de malnutrition sont parmi les plus élevés du continent. Le mouvement est connu pour ses manifestations contre la corruption et la discrimination raciale. Les manifestations de la CODECA incluent le blocage les routes et suscitent généralement une couverture négative de la part des médias traditionnels.

### Élection présidentielle de 2019
Elle est désignée pour représenter le Mouvement pour la libération des peuples (MLP), la branche politique du CODECA, à l'élection présidentielle de 2019.
Seule candidate d'origine indigène, elle ne possède ni diplôme universitaire ni expérience politique, contrairement à ses adversaires. Elle est ouvertement combattue pendant sa campagne par les élites économiques du pays, qui l'accusent notamment de vouloir faire du Guatemala « un autre Venezuela ». Elle est critiquée par les médias dominants pour son manque d'éducation académique, son castillan parfois maladroit et sa tenue vestimentaire issue de la culture indigène.
Elle obtient 10,33 % des voix, terminant en quatrième position au premier tour, ce qui est perçu comme une performance pour le MLP dans un pays traditionnellement dominé par une culture politique conservatrice et les élites de la capitale.

### Élection présidentielle de 2023
Le MLP la désigne de nouveau pour le représenter à l’élection présidentielle de 2023 aux côtés de Jordán Rodas, ancien médiateur des droits de l'homme, comme candidat à la vice-présidence. Jordán Rodas a acquis une reconnaissance internationale pour sa lutte contre l'impunité pendant le gouvernement de l'ancien président Jimmy Morales et l'actuelle administration d'Alejandro Giammattei. Leur candidature est rejetée par le tribunal électoral guatémaltèque.
Les organisations de défense des droits de l'homme et les observateurs internationaux ont critiqué la décision du Tribunal électoral, perçue comme une vengeance politique du président Giammattei. Le politologue et expert des élections en Amérique latine Daniel Zovatto critique un « coup d'État électoral ».

### Positions politiques
Elle affirme lors de sa campagne de 2019 que son éventuel gouvernement sera marqué par la politique du "Buen Vivir", qui consiste à ce que les Guatémaltèques aient accès à une éducation de qualité, aux services de base - un projet qui inclut la nationalisation de l'énergie -, aux droits du travail et à la protection de l'environnement. Elle défend aussi la création d'une assemblée constituante chargée de rédiger une nouvelle constitution pour faire du Guatemala un État plurinational garantissant les droits culturels ainsi que l'accès à la terre, à l'eau et au logement. À la différence de la plupart des autres candidats, elle affirme son soutien à la Commission internationale contre l'impunité au Guatemala (CICIG), un organisme mis en place par l'ONU pour enquêter sur la corruption mais combattu par la classe politique traditionnelle du Guatemala.